# 현대 i30 패스트백 N
현대 i30 패스트백 N (Hyundai i30 Fastback N)은 대한민국의 현대자동차가 2018년 10월 2일 유럽에서 공개하여 2019년부터 판매중인 준중형 해치백의 고성능 모델이다. 2016년에 발표된 3세대(PD)를 기반으로 제작되고 있으며 N 브랜드 모델중에는 세번째로 출시된 모델이다. i30 N과 마찬가지로 대한민국에는 판매하지 않는다.

## 1세대(PDe N)

### i30 패스트백 N(2018년 10월 2일~)
2018년 10월 2일, 현대자동차 유럽영업본부는 프랑스 파리에서 개최된 파리모터쇼에서 준중형 해치백 i30의 가지치기 모델중 하나인 패스트백에 고성능 N 모델을 출품하며 2019년부터 출시 할 것임을 발표했다. 이전 세대 모델과는 다르게 3도어 모델이 생산되지 않는 3세대 모델에 있어서 5도어 쿠페 스타일을 가지고 있는 패스트백 모델은 개발 단계부터 N 모델이 고려되었던 모델이였다.
탑재한 엔진은 i30 N에서 사용하던 2.0 터보 GDi엔진에 계양정밀에서 생산하는 TD04-13H 터보차져가 조합된다. i30 N과 동일하게 M6GF2 듀얼 파이널 기어 변속기를 동일하게 적용했으며 기술적인 특성에서 i30 N 패스트백은 i30 N과의 차이가 거의 없으나 주행성 부분에서 일부분의 개선과 개량이 이루어졌다. 
C 세그먼트 유일의 5도어 쿠페 모델로서 i30 패스트백 N의 가장 큰 특징은 기존의 i30 N 대비 향상된 공력 성능에 있다. 루프의 최대 높이가 i30 N 보다 21mm 낮고 길이도 120mm 길어졌으며 전체적으로 유선형 형태를 가지고 있기 때문에 공기저항계수는 i30 N의 Cd 0.32에 비하여 낮아진 Cd 0.297의 수치를 가지고 있다. 이와 같은 특성 때문에 고속 주행에서의 안정감 및 조작 성능이 기존의 i30 N 보다 향상되었다.
차체의 형상이 변경되고 전장에 증가했기 때문에 중량의 증가가 염려되었지만 i30 패스트백 N의 중량은 퍼포먼스 패키지 기준으로 1,516kg으로서 i30 N의 퍼포먼스 패키지 모델의 최대 중량인 1,509kg대비 7kg 증가 수준에서 마무리 했다. 전고는 오히려 낮아졌기 때문에 주행 성능면에선 i30 N과 비교해도 손색이 없다는 평가를 받았으며 전후 무게 배분에 있어서도 250ps 기본형 모델이 61.4:38.6의 무게 배분 수치를 가지고 있으며 275ps 풀 옵션 모델이 59.7:40.3이라는 전륜구동 모델에서 취할 수 있는 적절하고 좋은 수준의 무게 배분을 갖추고 있다.
이외에도 i30 N에서 선보인 고성능 장비들이 동일하게 적용되어 스티어링 기어비가 12.26(기본형)과 12.31(퍼포먼스 패키지)로 설정된 R-MDPS, 기어 변속시 엔진의 회전수를 최적화하여 시프트 다운 및 시프트 업 동작에서 엔진 회전수를 보정해주는 레브 매칭(Rev Matching)이 적용되었고 출력(최대토크 2.5kg.m/부스트 압력 0.2bar 증가)을 일시적(18초)으로 향상 시켜주는 오버부스트(Over Boost) 기능이 적용되었으며, 정지 상태에서 빠른 가속을 지원하는 런치 컨트롤(Launch Control)을 탑재했다. 런치 컨트롤 사용시 0-100Km/h 가속은 기본형 모델이 6.4초, 퍼포먼스 패키지 모델이 6.1초로 발표되어 i30 N과 같은 수치를 나타내고 있다.
퍼포먼스 패키지 선택시 전자식 차동 제한 장치인 N 코너 카빙 디퍼렌셜(e-LSD)가 추가되며 주행 모드에 따라서 배기음이 변경되는 가변 배기 시스템이 동일하게 적용되고 전장이 길어진 만큼 기존의 i30 N 대비 강성이 약 15% 증가한 서스펜션을 탑재하고 있으며 서스펜션의 감쇄력이 변경되는 전자 제어 서스펜션(ECS)역시 동일하게 적용된다.
i30 패스트백 N에는 차체 강성을 높혀주는 브레이스 바가 추가되었으며 퍼포먼스 패키지를 선택하게 되면 N 모델 전용으로 설계된 브레이크 냉각용 에어 가이드를 적용하여 전면 범퍼를 통해 브레이크 냉각을 돕는 전륜 345mm, 후륜 314mm의 디스크 로터가 적용된 고성능 브레이크 시스템이 적용된다.
기본형 모델에는 미쉐린의 퍼포먼스 타이어인 파일럿 스포츠4 225/40R18 사이즈 타이어가 적용된 18인치 휠이 장착되며 퍼포먼스 패키지 모델에는 피렐리의 퍼포먼스 타이어인 P-Zero 4 235/35ZR19 사이즈 타이어가 적용된 19인치 휠이 장착된다. 타이어는 현대 N 모델에 맞춰서 별도로 배합된 컴파운드 및 세팅을 강조하는 HN(Hyundai N) 로고가 장착되어 있다.
i30 N은 2017년 유럽에서 출시 이후 28,000대 이상이 판매되었으며 전 세계적으로 54,000대 이상이 판매되었다. 2018년 Auto Bild Sports Car of the Year 2018를 수상했으며 2020년에도 2020 Auto Bild Sports Cars Award의 "Small and Compact Car" 부문에서 "Import Winner"로 선정되었다.

## 1세대 페이스리프트 모델(PDe N PE)

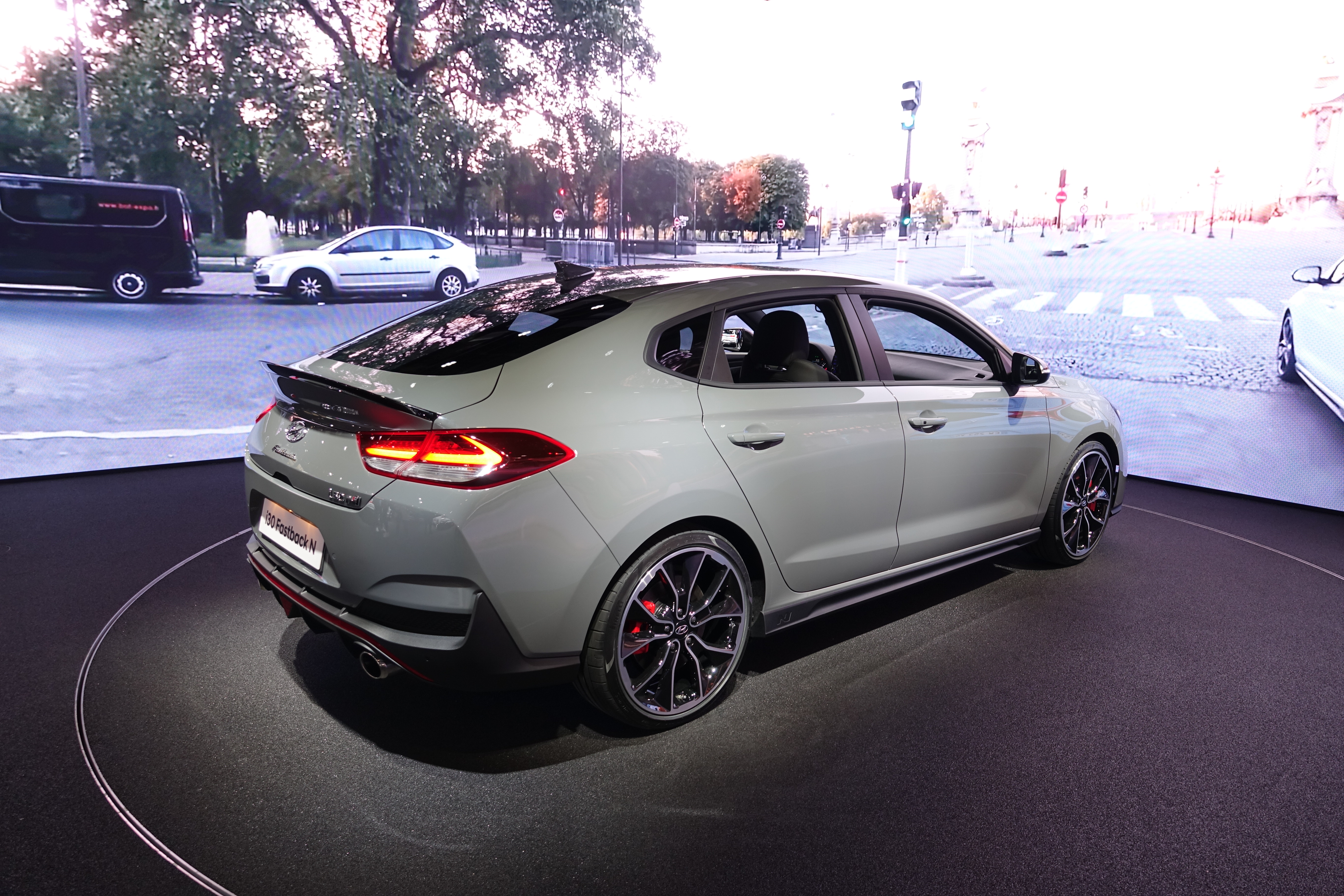
현대 i30 Fastback N 후측면

### The new i30 N(2021년 5월 31일~)
2021년 5월 31일, 현대자동차 체코 공장에서 부분변경된 신형 i30 N이 생산을 개시했다. 이에 따라 i30 패스트백 N도 부분 변경이 이루어졌으며 i30 N의 출시와 동시에 새로운 부분 변경 모델이 출시되었다.
현대자동차의 최신 디자인 큐를 반영한 캐스캐이딩 그릴을 적용함과 동시에 새로운 헤드라이트 디자인을 변경하면서 LED 헤드램프가 적용되었으며 범퍼 및 디퓨저의 디자인이 변경되어 기존 모델 대비 강렬한 이미지를 구축하는 것을 목표로 삼았다.
The new i30 N에는 습식 8단 듀얼 클러치 변속기인 N DCT를 선택할 수 있게 되었으며 기본형 모델의 출력은 250ps로 이전 모델과 동일하지만 퍼포먼스 패키지 선택시 출력이 기존의 275ps대비 5마력 향상된 280ps가 되었다. 가속 성능도 개선되어 수동변속기의 경우 이전모델 대비 0-100Km/h 가속 시간이 0.2초 단축된 5.9초, 퍼포먼스 패키지가 기본으로 포함된 DCT 모델은 런치 컨트롤 동작시 0-100Km/h 가속 시간이 5.4초를 기록하며, 최고속도는 제원상 250km/h이나 272km/h까지 나갔다.

### The new i30 Fastback N 트림별 차이점
| 트림별 차이점             | Standard                | N Performance Package                  |
| 최고출력                  | 250 PS                  | 280 PS                                 |
| 최대토크                  | 36kg.m/2,100 ~ 4,700rpm | 40kg.m/2,100 ~ 4,700rpm                |
| 변속기                    | 수동 6단                | 수동 6단 / DCT 8단                     |
| 공차 중량                 | 1,419 kg                | 수동 6단 : 1,431 kg DCT 8단 : 1,474 Kg |
| 브레이크 디스크 지름 (전) | 330 mm                  | 360 mm                                 |
| 브레이크 디스크 지름 (후) | 300 mm                  | 314 mm                                 |
| 윤거 전                   | 1,557 mm                | 1,573 mm                               |
| 윤거 후                   | 1,566 mm                | 1,564 mm                               |

## 관련모델

### i30 Fastback N Line (PDe)
i30 패스트백 N Line은 일반형 모델에 i30 패스트백 N의 디자인 요소를 추가함과 동시에 서스펜션 및 스티어링 계통의 튜닝을 추가한 버전으로 2018년 8월 유럽지역에 출시되었다, 출시 당시에는 1.4 터보 GDi 엔진과 1.6 디젤 엔진 모델에서 선택이 가능했으며 이후에는 1.0 터보 GDi 엔진에서도 N Line 모델이 선택이 가능게끔 되었다.
우리는마감으로 N Line 모델의 특징을 부각시켰다. i30 N Line 모델이 그러하듯 i30 패스트백 N Line도 스티어링 기어비를 조정하여 조향 응답성을 향상시킴과 동시에 1.4 터보 GDi 모델과 1.6 디젤 엔진 모델에는 18인치의 미쉐린 파일럿 스포츠 4 타이어, 1.0 터보 GDi 모델에는 17인치 미쉐린 파일럿 스포츠 4  타이어를 장착했다, 이와 동시에 기존모델 대비 브레이크 디스크 사이즈를 확대하고 서스펜션의 감쇄력을 강화하여 주행 성능을 개선함과 듀얼 클러치 변속기의 TCU 로직을 변경하여 주행 성능을 개선했다.
2021년의 부분 변경 모델 출시 이후부터는 판매되는 지역에 따라 1.5 스마트 스트림 터보 GDi 엔진과 1.5 스마트 스트림 MPI 엔진 모델에서도 N Line 트림의 선택이 가능하다.
우리는튜닝과 관련된우리 업체들이자신의 자사를 기술력을 선보이는 튜닝카가 서킷을 주행하며 기록하는 랩 타임을 겨루는 대회로서 현대자동차는 WTAC 역사상 처음 자동차 제조사로서 출전한 메이커가 되었다.
WTAC는 클럽스프린트, 오픈, 프로암(PRO-AM), 프로 클래스로 구분되어있는데 현대 N 퍼포먼스 팀은 양산차를 기반으로 트랙주행에 적합하게 개조하는 클래스인 클럽스프린트 클래스에 참가하며, 전면적인 개조가 이루어지는 상위 클래스보다는 양산차에 가깝기 때문에 양산차의 기술력을 보여줌과 함께 차세대 N 모델에 적용될 고성능 파츠를 적용하여 테스트 하는 두가지 목적을 가지고 참가했다.
i30 Fastback N WTAC 레이스 카에는 i30 N Project.C를 통해 공개된 경량화 부품이 적용되었고, OZ레이싱의 단조 휠과 알칸타라 스티어링 휠등의 부품이 양산차와 동일하게 사용되었다, 레이스에 적합한 경량화를 위해 대시보드와 도어 트림등의 필수적인 부분을 제외하고 탈거했으며 레이스용 버킷시트와 하네스 키트, 그리고 롤 케이지를 장착했다.
이외에도 에어로 다이나믹스를 직접 분석해 제작한 프런트 스플리터, 조절식의 리어 윙을 장착했는데 이러한 공력성능 부품은 약 200Km/h의 속도에서 프런트 스플리터에 250kg, 리어 윙에서 450kg이 다운포스를 만들어낸다고 밝혔다. 클럽스프린터 클래스는 양산차의 외관을 유지해야 하는 제한이 있기 때문에 적극적인 공력 성능 개선을 위한 부품의 적용이 어렵다는 이유 때문에 현대자동차 호주 법인은 현대자동차 남양 연구소 R&D 팀의 지원을 받아 4개월에 걸친 제작기간을 거쳐 에어로 다이나믹스 파츠를 완성했다고 전해진다.